# Khanjar
Il khanjar è un grosso coltello-pugnale di produzione indiana o persiana con lama a doppia curvatura, lunga anche 30 cm, affilata su ambo i lati e capace di colpire efficacemente anche di punta. Quasi sempre realizzato in acciaio Damasco, ha spesso anche impugnatura e guardia realizzate in metallo.
Viene spesso erroneamente confuso con il Jambiya degli Arabi, dal quale deriva.

## Storia
Il vocabolo di lingua araba khanjar, indica il coltello-pugnale, in uso fin dall'età preislamica, ed è oggi diffuso in tutti i paesi toccati dall'influenza dell'Islam per indicare, genericamente un'arma bianca da impugnare, a lama ricurva. Quale tipologia specifica, il khanjar venne perfezionato in Persia ed in India, tra il XVII e il XVIII secolo, in forma di lungo coltello-pugnale sempre riccamente decorato.

## Costruzione
Espressione della matura siderurgia indiana dell'Impero Moghul e della Persia safavide, il Khanjar ha:
- lama in acciaio wootz,[3] spesso a lamine ribassate (alcuni modelli arcaici presentano costolonatura centrale simile a quella della jambiya yemenita), descrivente una o due curve, affilata su ambo i lati, con punta solida atta a potenti stoccate (alcuni modelli presentano chiaramente la variante Sfondagiaco, Peshqabz), spesso richiamante il pugnale tipo Bich'hwa a forma di corno. Buona parte degli esemplari giunti sino a noi sono oggetti pregiati, destinati ad una utenza nobile, con lama decorata a koftgari;
- Elsa a "manico di pistola", controcurva rispetto alla lama e quindi concorrente ad una generale forma di "S" per l'arma[4], zoomorfa all'estremità (molti esemplari museali hanno impugnatura equiniforme) o, come spesso accade per le armi indiane, diritta, con guardia importante, pomolo largo ed appiattito, chiusa da un paramano[5]. Spessa era interamente realizzata in metallo o in pietre preziose (diffusissima la giada);
- Fodero realizzato a volte anche in acciaio, cosa affatto insolita per il trasporto delle armi bianche nel subcontinente indiano.

I khanjar prodotti in Persia hanno lama solitamente più leggera rispetto ai modelli indiani, a curvatura singola, con impugnatura solitamente diritta, priva degli accorgimenti difensivi tanto cari agli indù. L'apparato decorativo persiano prevedeva, solitamente, un più massiccio ricorso al corallo ed alla filigrana rispetto alle decorazioni sui khanjar indiani. Una netta linea di distinzione tra khanjar indiani e persiani è però inesistente.

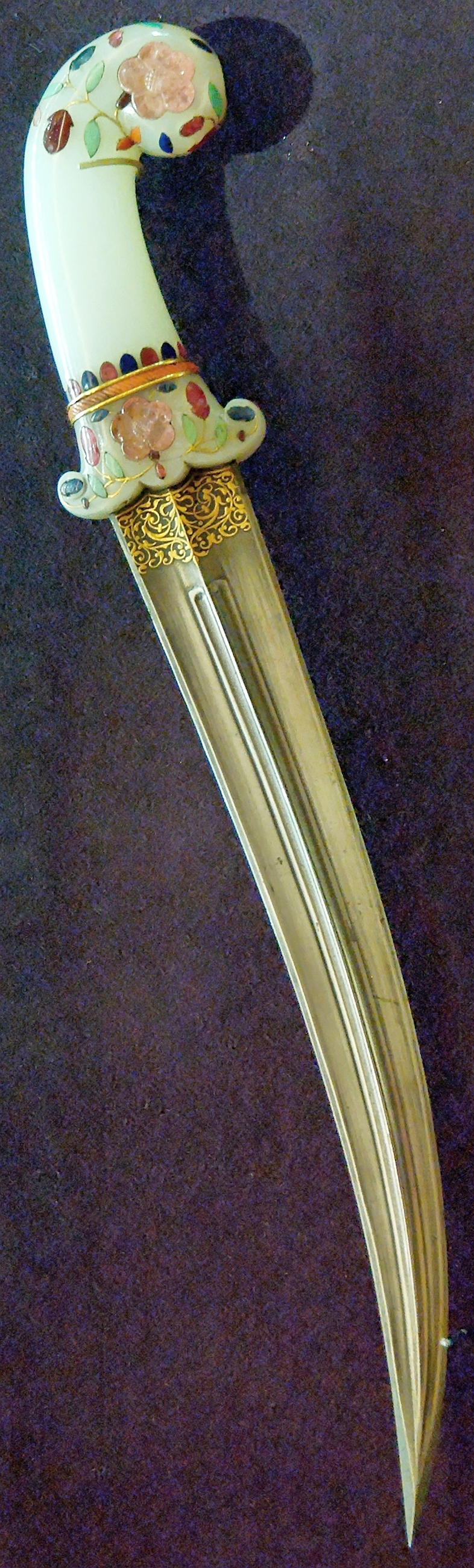
Khanjar Moghul del XVII secolo con impugnatura "a manico di pistola".
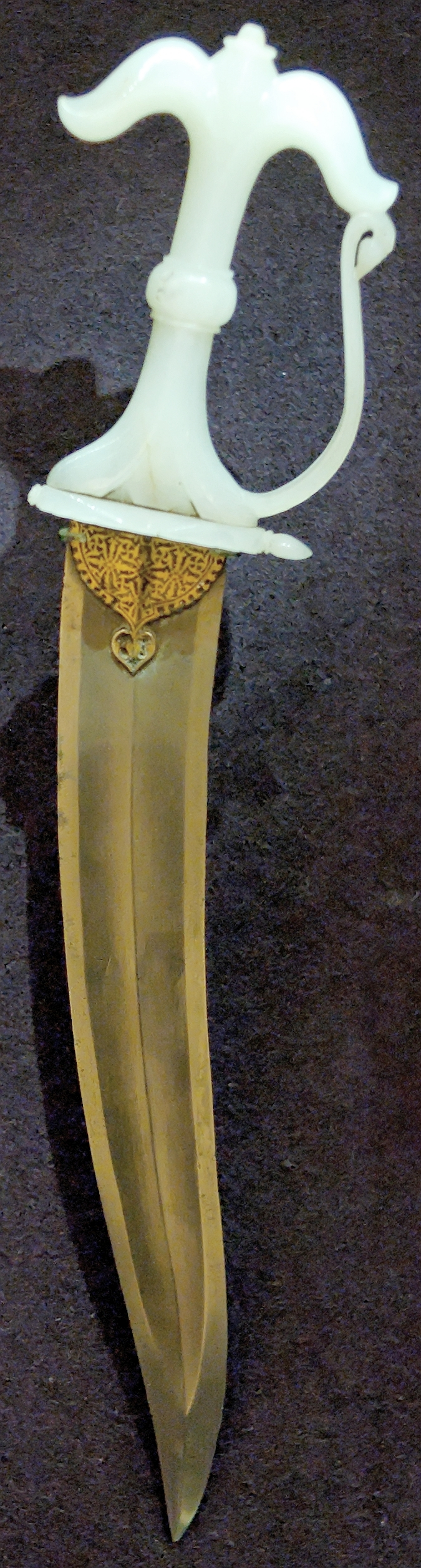
Khanjar Moghul del XVIII secolo con fornimento (guardia, impugnatura, para-mano e pomolo) interamente in giada.
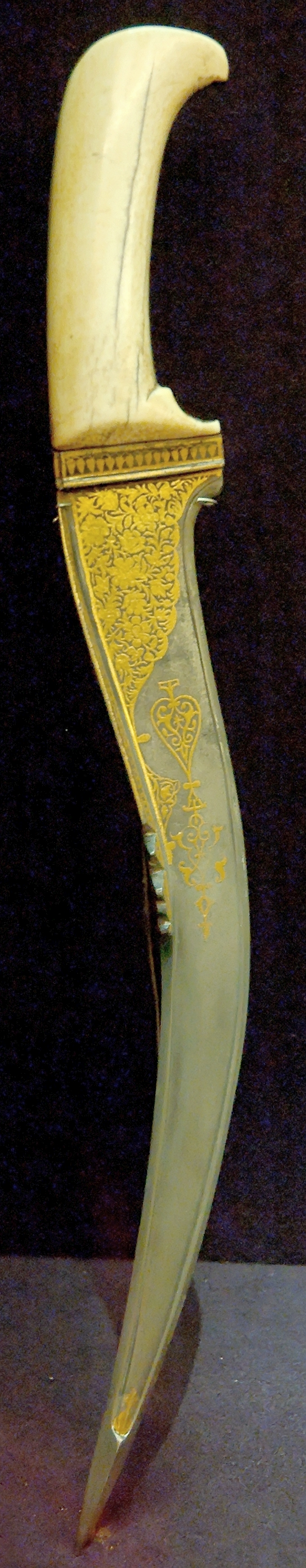
Khanjar safavide del XVIII secolo con lama a sfondagiaco (peshqabz).